# Mont-Organisé
Mont-Organisé este o comună din arondismentul Ouanaminthe, departamentul Nord-Est, Haiti, cu o suprafață de 94,49 km2 și o populație de 19.073 locuitori (2009).